# Jastrzębska Spółka Węglowa
Jastrzębska Spółka Węglowa SA eller JSW SA er et polsk kulmineselskab. De har en årlig kulproduktion på 12 mio. tons og har kendte kulreserver på 503 mio. tons. De har hovedkvarter i Jastrzębie-Zdrój. Virksomheden blev etableret i 1993.